# Desigualtat de Laguerre-Samuelson
La desigualtat de Laguerre–Samuelson dona fites per a les arrels de polinomis que tenen totes les arrels reals. En concret, la desigualtat s'enuncia per a polinomis mònics de grau n ≥ 2 tals que les seves n arrels x1,...,xn són nombres reals (el nombre d'arrels comptades amb multiplicitat és n pel teorema fonamental de l'àlgebra, però podrien ser qualsevol nombre complex). Donat un polinomi
{\displaystyle P(x)=x^{n}+a_{n-1}x^{n-1}+a_{n-2}x^{n-2}+...+a_{0},}
si totes les arrels són reals, aleshores qualsevol arrel xi compleix que
{\displaystyle \left|x_{i}+{\frac {a_{n-1}}{n}}\right|\leq \left|{\frac {n-1}{n}}{\sqrt {a_{n-1}^{2}-{\frac {2n}{n-1}}a_{n-2}}}\right|.}
Això es pot reescriure per a fitar xi entre dos valors, i s'obté un interval que conté totes les arrels:
{\displaystyle -{\frac {a_{n-1}}{n}}-{\frac {n-1}{n}}{\sqrt {a_{n-1}^{2}-{\frac {2n}{n-1}}a_{n-2}}}\leq x_{i}\leq -{\frac {a_{n-1}}{n}}+{\frac {n-1}{n}}{\sqrt {a_{n-1}^{2}-{\frac {2n}{n-1}}a_{n-2}}}.}
Aquest resultat fou demostrat per primera vegada pel matemàtic Edmond Laguerre el 1880. Les fites establertes depenen dels coeficients an-1, an-2 i del grau del polinomi n. Si el polinomi no és mònic, només cal dividir-lo entre an per fer-lo mònic i obtenir la desigualtat corresponent.
L'economista Paul Samuelson arribà a un resultat equivalent el 1968, però enunciat en termes estadístics. Samuelson dona fites pels valors d'una mostra x1,...,xn ∈ ℝ a partir de la mitjana aritmètica x̄, la desviació tipus σ i la mida mostral n. L'enunciat de Samuelson estableix que, per a qualsevol i = 1,...,n,
{\displaystyle \left|x_{i}-{\overline {x}}\right|\leq \left|\sigma {\sqrt {n-1}}\right|}
o bé, reescrivint-ho,
{\displaystyle {\overline {x}}-\sigma {\sqrt {n-1}}\leq x_{i}\leq {\overline {x}}+\sigma {\sqrt {n-1}},}
a on, per definició,
{\displaystyle {\overline {x}}={\frac {1}{n}}\sum _{i=1}^{n}{x_{i}}\qquad {\text{i}}\qquad \sigma ={\sqrt {{\frac {1}{n}}\sum _{i=1}^{n}(x_{i}-{\overline {x}})^{2}}}.}
Tant en l'enunciat de Laguerre com en el de Samuelson s'estableix un interval que ha de contenir els n valors donats. L'interval està centrat, en el primer cas, en −an-1/n, que es pot veure que és la mitjana de les arrels, i en el segon cas directament en x̄. Aquest interval és la millor fita possible pels valors xi si només es coneix an-1, an-2 i n (o bé x̄, σ i n), ja que es poden posar exemples en què s'assoleix la igualtat.

## Expressions per als coeficients del polinomi
La factorització d'un polinomi mònic P(x) amb arrels x1,...,xn ∈ ℝ és
{\displaystyle P(x)=\prod _{i=1}^{n}(x-x_{i})=(x-x_{1})\dotsm (x-x_{n}).}
Desenvolupant aquest producte pels termes de grau més gran s'obté que
{\displaystyle P(x)=x^{n}+\left(-\sum _{i=1}^{n}x_{i}\right)x^{n-1}+\left(\sum _{1\leq i<j\leq n}x_{i}x_{j}\right)x^{n-2}+\dotsb }
i així ja es poden expressar els coeficients an-1 i an-2 en funció de les arrels:
{\displaystyle a_{n-1}=-\sum _{i=1}^{n}x_{i}\qquad {\text{i}}\qquad a_{n-2}=\sum _{1\leq i<j\leq n}x_{i}x_{j}.}

## Equivalència dels enunciats
L'equivalència entre els enunciats de Laguerre i Samuelson s'obté considerant com a mostra x1,...,xn ∈ ℝ les arrels d'un polinomi P(x), o viceversa.

### Relació entre els paràmetres
D'una banda,
{\displaystyle {\overline {x}}={\frac {1}{n}}\sum _{i=1}^{n}{x_{i}}=-{\frac {a_{n-1}}{n}}.}
De l'altra, fent servir la igualtat anterior i la identitat
{\displaystyle \left(\sum _{i=1}^{n}x_{i}\right)^{2}=\sum _{i=1}^{n}x_{i}^{2}+{\underset {1\leq i<j\leq n\ \ \ \ }{2\ \sum \ x_{i}x_{j}}}}
es pot desenvolupar
{\displaystyle {\begin{aligned}\sum _{i=1}^{n}(x_{i}-{\overline {x}})^{2}&=\sum _{i=1}^{n}(x_{i}^{2}-2{\overline {x}}x_{i}+{\overline {x}}^{2})=\sum _{i=1}^{n}x_{i}^{2}-2n{\overline {x}}^{2}+n{\overline {x}}^{2}\\&=\left(\sum _{i=1}^{n}x_{i}\right)^{2}-{\underset {1\leq i<j\leq n\ \ \ \ }{2\ \sum \ x_{i}x_{j}}}-n{\overline {x}}^{2}=a_{n-1}^{2}-2a_{n-2}-{\frac {1}{n}}a_{n-1}^{2}\\&={\frac {n-1}{n}}a_{n-1}^{2}-2a_{n-2},\end{aligned}}}
i per tant
{\displaystyle \sigma ={\sqrt {{\frac {1}{n}}\sum _{i=1}^{n}(x_{i}-{\overline {x}})^{2}}}={\sqrt {{\frac {n-1}{n^{2}}}a_{n-1}^{2}-{\frac {2a_{n-2}}{n}}}}.}
Així, ja tenim la relació entre els estadístics x̄ i σ i els coeficients an-1 i an-2, mentre que el grau n del polinomi és igual a la mida n de la mostra.

### Equivalència de les desigualtats
Partint de la desigualtat enunciada per Samuelson,
{\displaystyle \left|x_{i}-{\overline {x}}\right|\leq \left|\sigma {\sqrt {n-1}}\right|,}
i substituint x̄ i σ per les expressions trobades a la subsecció anterior, s'obté
{\displaystyle \left|x_{i}+{\frac {a_{n-1}}{n}}\right|\leq \left|{\sqrt {{\frac {n-1}{n^{2}}}a_{n-1}^{2}-{\frac {2a_{n-2}}{n}}}}{\sqrt {n-1}}\right|=\left|{\frac {n-1}{n}}{\sqrt {a_{n-1}^{2}-{\frac {2n}{n-1}}a_{n-2}}}\right|,}
i aquesta és la desigualtat enunciada per Laguerre.

## Demostració
Per a demostrar que la desigualtat és vàlida per a qualsevol arrel xi de P(x), n'hi ha prou en veure-ho per a xn, ja que no hem suposat cap ordre per a les arrels. Cal veure, doncs, que
{\displaystyle \left|x_{n}+{\frac {a_{n-1}}{n}}\right|\leq \left|{\frac {n-1}{n}}{\sqrt {a_{n-1}^{2}-{\frac {2n}{n-1}}a_{n-2}}}\right|.}
Substituint an-1 i an-2 per les seves expressions en termes de les arrels, això és que
{\displaystyle \left|x_{n}-{\frac {\sum _{i=1}^{n}x_{i}}{n}}\right|\leq \left|{\frac {n-1}{n}}{\sqrt {\left(\sum _{i=1}^{n}x_{i}\right)^{2}-{\frac {2n}{n-1}}\sum _{1\leq i<j\leq n}x_{i}x_{j}}}\right|.}
Es pot desenvolupar
{\displaystyle \sum _{i<j}x_{i}x_{j}={\frac {1}{2}}\sum _{i<j}\left[x_{i}^{2}+x_{j}^{2}-(x_{i}-x_{j})^{2}\right]={\frac {n-1}{2}}\sum _{i}x_{i}^{2}\,-\,{\frac {1}{2}}\sum _{i<j}(x_{i}-x_{j})^{2},}
i per tant també
{\displaystyle \left(\sum _{i}x_{i}\right)^{2}=\sum _{i}x_{i}^{2}+\sum _{i<j}2x_{i}x_{j}=n\sum _{i}x_{i}^{2}-\sum _{i<j}(x_{i}-x_{j})^{2},}
havent pres i, j ∈ {1,...,n}. Substituint a la desigualtat, s'obté
{\displaystyle \left|x_{n}-{\frac {\sum _{i=1}^{n}x_{i}}{n}}\right|\leq \left|{\frac {n-1}{n}}{\sqrt {n\sum _{i=1}^{n}x_{i}^{2}-\sum _{1\leq i<j\leq n}(x_{i}-x_{j})^{2}-{\frac {2n}{n-1}}\left({\frac {n-1}{2}}\sum _{i=1}^{n}x_{i}^{2}\,-\,{\frac {1}{2}}\sum _{1\leq i<j\leq n}(x_{i}-x_{j})^{2}\right)}}\right|,}
i simplificant,
{\displaystyle \left|x_{n}-{\frac {\sum _{i=1}^{n}x_{i}}{n}}\right|\leq \left|{\frac {n-1}{n}}{\sqrt {{\frac {1}{n-1}}\sum _{1\leq i<j\leq n}(x_{i}-x_{j})^{2}}}\right|.}
Com que els dos costats són quantitats positives, es poden elevar al quadrat i s'obté una desigualtat equivalent:
{\displaystyle \left(x_{n}-{\frac {\sum _{i=1}^{n}x_{i}}{n}}\right)^{2}\leq {\frac {n-1}{n^{2}}}\sum _{1\leq i<j\leq n}(x_{i}-x_{j})^{2}.}
Ara, desenvolupant el quadrat,
{\displaystyle x_{n}^{2}-{\frac {2x_{n}}{n}}\sum _{i=1}^{n}x_{i}+{\frac {1}{n^{2}}}\left(\sum _{i=1}^{n}x_{i}\right)^{2}\leq {\frac {n-1}{n^{2}}}\sum _{1\leq i<j\leq n}(x_{i}-x_{j})^{2},}
i substituint com abans,
{\displaystyle x_{n}^{2}-{\frac {2x_{n}}{n}}\sum _{i=1}^{n}x_{i}+{\frac {1}{n^{2}}}\left(n\sum _{i=1}^{n}x_{i}^{2}-\sum _{1\leq i<j\leq n}(x_{i}-x_{j})^{2}\right)\leq {\frac {n-1}{n^{2}}}\sum _{1\leq i<j\leq n}(x_{i}-x_{j})^{2},}
que simplificant queda
{\displaystyle x_{n}^{2}-{\frac {2x_{n}}{n}}\sum _{i=1}^{n}x_{i}+{\frac {1}{n}}\sum _{i=1}^{n}x_{i}^{2}\leq {\frac {1}{n}}\sum _{1\leq i<j\leq n}(x_{i}-x_{j})^{2}.}
Si se separen els termes amb xn s'obté
{\displaystyle x_{n}^{2}-{\frac {2x_{n}}{n}}\sum _{i=1}^{n-1}x_{i}-{\frac {2x_{n}^{2}}{n}}+{\frac {1}{n}}\sum _{i=1}^{n-1}x_{i}^{2}+{\frac {x_{n}^{2}}{n}}\leq {\frac {1}{n}}\sum _{1\leq i<j\leq n-1}(x_{i}-x_{j})^{2}+{\frac {1}{n}}\sum _{i=1}^{n-1}(x_{i}-x_{n})^{2},}
se segueix
{\displaystyle {\frac {n-1}{n}}x_{n}^{2}-{\frac {2x_{n}}{n}}\sum _{i=1}^{n-1}x_{i}+{\frac {1}{n}}\sum _{i=1}^{n-1}x_{i}^{2}\leq {\frac {1}{n}}\sum _{1\leq i<j\leq n-1}(x_{i}-x_{j})^{2}+{\frac {n-1}{n}}x_{n}^{2}-{\frac {2x_{n}}{n}}\sum _{i=1}^{n-1}x_{i}+{\frac {1}{n}}\sum _{i=1}^{n-1}x_{i}^{2},}
i cancel·lant termes,
{\displaystyle 0\leq {\frac {1}{n}}\sum _{1\leq i<j\leq n-1}(x_{i}-x_{j})^{2}.}
S'ha obtingut, finalment, una desigualtat que és equivalent a l'inicial (una es compleix si i només si es compleix l'altra) i que és clarament certa, ja que els termes de la dreta, en ser quadrats, mai poden ser negatius. Això conclou la demostració.

## Casos d'igualtat
La igualtat s'assoleix quan hi ha n−1 valors iguals i un de diferent. Quan el valor que va sol és el més petit s'assoleix la fita inferior, i quan és el més gran, la superior.
Efectivament, si x1 = ... = xn-1, llavors
{\displaystyle {\overline {x}}={\frac {nx_{1}-x_{1}+x_{n}}{n}}\qquad {\text{i}}\qquad \sigma ={\sqrt {(n-1)}}{\frac {|x_{n}-x_{1}|}{n}},}
les fites per a xi són
{\displaystyle {\begin{cases}x_{n}\leq x_{i}\leq x_{1}+{\frac {n-2}{n}}(x_{1}-x_{n})&\quad {\text{si}}\quad x_{n}\leq x_{1},\\x_{1}-{\frac {n-2}{n}}(x_{n}-x_{1})\leq x_{i}\leq x_{n}&\quad {\text{si}}\quad x_{n}\geq x_{1},\end{cases}}}
i aquestes fites s'assoleixen per xn.
Recíprocament, si s'assoleix la igualtat per a una arrel, la resta d'arrels han de ser iguals entre elles. Això es pot veure seguint els mateixos passos que a la secció «Demostració»: si es compleix la igualtat aleshores s'ha de complir que
{\displaystyle 0={\frac {1}{n}}\sum _{1\leq i<j\leq n-1}(x_{i}-x_{j})^{2},}
i per tant, per a qualssevol i i j menors que n, xi = xj.
En el cas particular n = 2 l'interval té d'extrems les solucions de la fórmula de l'equació de segon grau, així que les fites sempre són exactes.